# Oscar Muñoz
Oscar Bairon Muñoz Echeverry (ur. 28 listopada 1964 w Medellín) – kolumbijski zapaśnik w stylu wolnym. Olimpijczyk z Seulu 1988, gdzie odpadł w eliminacjach w kategorii 52 kg.
Czwarty na igrzyskach panamerykańskich w 1987 i piąty w 1991. Brązowy medal na mistrzostwach panamerykańskich w 1988 i 1989. Trzeci na igrzyskach Ameryki Środkowej i Karaibów w 1986 i 1990 i na mistrzostwach Ameryki Centralnej w 1990. Dwa brązowe medale igrzysk boliwaryjskich w 1985 roku.